# Pascal Auscher
Pascal Auscher (* 1963) ist ein französischer Mathematiker, der sich mit Analysis befasst (partielle Differentialoperatoren, Harmonische Analysis).
Auscher wurde 1989 an der Universität Paris XI (Dauphiné) bei Yves Meyer promoviert. Er ist Professor an der Universität Paris-Süd in Orsay.
2002 löste er mit Steve Hofmann, Michael T. Lacey, Alan McIntosh und Philippe Tchamitchian das seit 1953 offene Kato-Wurzelproblem für elliptische Differentialoperatoren. Er befasste sich auch mit den Navier-Stokes-Gleichungen.
Pascal Auscher war unter anderem Gastprofessor an der Australian National University und Gastwissenschaftler an der Universität Barcelona und am MSRI.

## Schriften
- P. Auscher, P. Tchamitchian:  Square root problem for divergence operators, Astérisque, Band 249, 1998
- On Necessary and Sufficient Conditions for {\displaystyle L^{p}}-estimates of Riesz Transforms Associated to Elliptic Operators on {\displaystyle \mathbb {R} ^{n}} and Related Estimates, Memoirs AMS, 2007
- Herausgeber mit Thierry Coulhon, Alexander Grigoryan: Heat kernels and analysis on manifolds, graphs and metric spaces, Lecture Notes from a quarter program on heat kernels,random walks and analysis on manifolds and graphs, Emile Borel Centre of the Henri Poincaré Institute 2003, Contemporary Mathematics, Band 338, AMS 2003
- Pascal Auscher, Moritz Egert: Boundary value problems and Hardy spaces for elliptic systems with block structure. 2020. ⟨hal-03037758v2⟩